# Жертва Шошина — Харьянова
Жертва Шошина-Харьянова (Гамбит Шошина-Харьянова) — дебют в русских шашках.
Табия дебюта получается из начала Отказанная игра Петрова, когда в ответ на 1.gh4 черные отказываются от хода 1…ba5 с переходом на рельсы дебюта Игра Петрова. После 1…fe5 белые выбирают нападение 2.ed4 (или могут перейти на Обратный кол ходом 2.cb4), после чего игра приобретает почти форсированный характер.
Игра идет следующим образом:
1.gh4 fe5 2.ed4 ef6 3.de3! hg5! 4.ed2! ba5 5.fg3! См. рисунок.

после 5.fg3

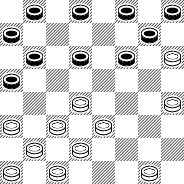
позиция с 5… cb6 и 7.h:h6

Традиционный розыгрыш связан с ходом 6…cb6, с жертвой шашки — 6.gf4 eg3 7.hh6 См. рисунок.
После 7…dc5 черные за жертву количества получают качество — связку левого фланга белых. Возможен и ход 7...bc7
Известны другие возможности ответа, помимо классического 6…cb6. Отказ от жертвы (5…ef4 6.g:e5 d:f4 или 5…gh6 6. dc5 d:b4 7. a:c5) приводит к острой игре. Выбор другой шашки a7 для выдвижения на поле b6 6…ab6 приводит, как показывает компьютерный анализ программами Plus600, Тундра, к отказу от немедленного выигрыша шашки и к выбору лучшего хода 7. ab4 с той же угрозой, что приводит черных к тяжелой позиции.

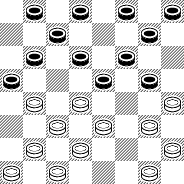
Позиция дебюта после 6…ab6 7. ab4

Это название навсегда увековечило память двух выдающихся русских шашечных спортсменов: Александра Васильевича Харьянова (1879 — 1919) — российского шашиста, шашечного композитора, теоретика, сотрудника шашечных изданий, и Александра Ивановича Шошина (1878—1906) — известного шашечного игрока, в 17-летнем возрасте, в 1895 году, ставшего чемпионом Петербурга, а в 1901 году — чемпионом всероссийского чемпионата, брат В.И. Шошина — с 1900 года ставшего руководителем шахматного раздела журнала «Нива», а затем издателя «Шашечного листка», выходившего в Петербурге в течение 1903 года.
Жертва Шошина-Харьянова впервые была применена 6 июня 1901 года, когда консультационную партию сыграли А.В. Харьянов, А.И.Шошин vs. Ф.А. Каулен, А.А. Оводов, Преображенский, Ф.Ф. Старостин (игрок из Тамбова, в январе 1901 года в турнире поделивший первый приз с А.Г. Зенченковым).
Партия состоялась после матча Александр Шошин — Сергей Воронцов, сыгранного в рамках 4-й Всероссийского шашечного турнира (де-факто чемпионата России).
1.gh4 fe5 2.ed4 ef6 3.de3 hg5 4.ed2 ba5 5.fg3 cb6. 6. gf4 e:g3 7. h:h6 dc5 8. gf2 bc7 9. fg3 cd6 10. ab4 c:a3 11. ef4 bc5 12. d:b6 a:c5 13. de3 cb4 14. cd4 fe5 15. d:f6 g:e5 16. fg5 dc5 17. ed4 c:e3 18. gf4 e:g3 19. h : d4 fe7 20. de5 ef6 21. e:g7 h:h4 22. hg7 hg3 23. gf8 gh2. 24. fh6 hg1. 25. hd2 bc3 26. b:d4 g:c5 27. dc3 cb4. Согласились на ничью.